# La Mare de Déu del Remei de Moià
|  | Per a altres significats, vegeu «Capella del Remei». |

La Mare de Déu del Remei és la capella del cementiri de la vila de Moià (Moianès) protegida com a bé cultural d'interès local.

## Descripció

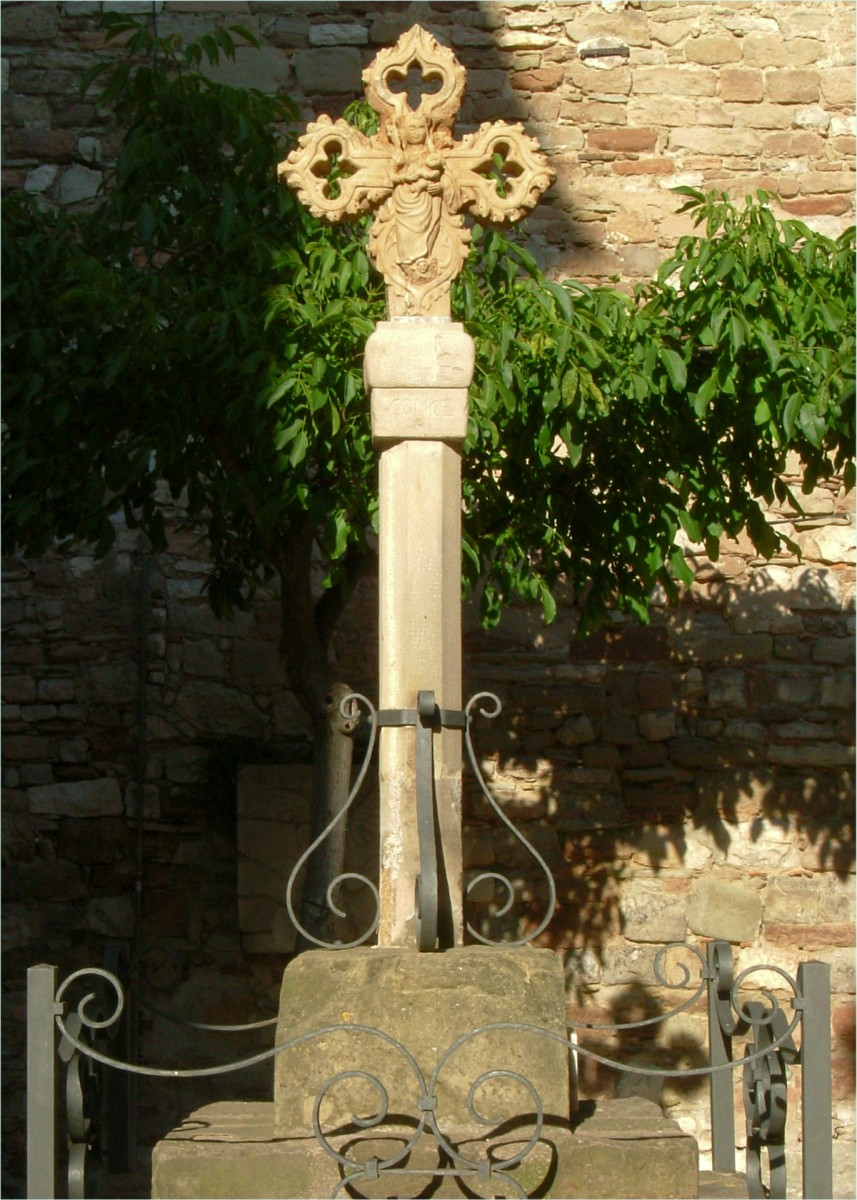
Creu de terme del Remei original

Està situada molt a la vora del cementiri del poble, davant l'antic emplaçament de la creu de terme original del segle xvi que avui es troba al costat de l'església parroquial de Moià. Es tracta d'una petita capella de nau única feta d'obra i coberta per una teulada a dos aigües. L'absis és quadrat. Té una petita sagristia al costat de llevant. La façana, encarada a migdia presenta un portal rectangular emmarcat per dos semipilastres adossades al mur i coronades per un frontó triangular on es troba una petxina de tipus renaixentista. Damunt del frontó, una llosa de pedra recorda l'advocació i la data d'edificació de la capella: 1578.

## Història
La capella del Remei, així com la creu de terme, foren construïdes l'any 1578, dins el terme del Saiol Comtal al peu del camí públic que passava per allà. Les despeses de l'obra anaren a càrrec del prevere Serpà Saiol, el qual pagà també la creu. Actualment la capella serveix com a església del cementiri.